# 伊达尔
伊达尔（Idar），是印度古吉拉特邦Sabar Kantha县的一个城镇。总人口29567（2001年）。

## 人口
该地2001年总人口29567人，其中男性15422人，女性14145人；0—6岁人口3767人，其中男1978人，女1789人；识字率68.30%，其中男性为74.60%，女性为61.43%。